# ТАСКО 7ЕТ11
ТАСКО 7ЕТ11 — українська дослідна 12-каліберна самозарядна штурмова рушниця. Призначена для ураження живої сили противника на відстані до 30 м.
Рушниця розроблена фахівцями корпорації «ТАСКО».

## Опис
Сконструйовано за схемою bull-pup. Автоматика працює за рахунок енергії порохових газів. Для стрільби можуть застосовуватися усі види набоїв 12 калібру з довжиною гільзи 70 і 76 мм зі зменшеними пороховими зарядами (наприклад, при спорядженні гумовою кулею чи гумовою картеччю, з газовим чи димовим зарядом), з нормальним зарядом і з посиленими зарядами 12/76 Магнум, споряджені кулею, картеччю чи дробом. Рушниця у серійне виробництво не потрапила, тому лишається лише дослідним зразком.